# فرنسيسكو ريفيرا (لاعب كرة قدم)
فرنسيسكو ريفيرا (بالإسبانية: Francisco Rivera Miltos)‏ هو لاعب كرة قدم باراغواياني، ولد في 15 مايو 1952 في أسونسيون في باراغواي. شارك مع منتخب باراغواي لكرة القدم. أما مع النوادي، فقد لعب مع أوليمبيا أسونسيون وسبورتيفو لوكوينو ونادي غواراني.

## وصلات خارجية
- فرنسيسكو ريفيرا (لاعب كرة قدم) على موقع ناشيونال فوتبول تيمز (الإنجليزية)